# Dictyochorina arundinellae
Dictyochorina arundinellae är en svampart som beskrevs av Chardón 1932. Dictyochorina arundinellae ingår i släktet Dictyochorina, divisionen sporsäcksvampar och riket svampar.   Inga underarter finns listade i Catalogue of Life.